# 1941 (EP)
| 専門評論家によるレビュー | 専門評論家によるレビュー |
| レビュー・スコア         | レビュー・スコア         |
| 出典                     | 評価                     |
| ------------------------ | ------------------------ |
| The Phantom Tollbooth    | [ 1 ]                    |
| Almostcool.org           | (5/10)                   |

「1941」は、2001年にソウル・ジャンクが発売したEP盤のレコード。これはアブサロム・レコーディングスによる3インチ盤シリーズの一つとしてリリースされたものである。その内容はソウル・ジャンクの楽曲としては珍しく、純粋な器楽曲として作られており、電子音楽にLo-Fi、ジャズ、ヒップホップを組み入れた構成であった。これはアルバム『1956』と非常に酷似している。また楽曲「Rubbernecker」は、ダニエルソン・ファミリーの楽曲のリミックスである。

## 収録リスト
1. "Sticker Shawk"
2. "Houston"
3. "Achilles Eye"
4. "Rubbernecker (slo neck rub remix)"
5. "Sulphur Puddle (feat. Chuck P.)"

## クレジット
- "All songs rhastered by Rafter Roberts"